# Victory (película de 2024)
Victory (en hangul, 빅토리; romanización revisada, Bigtoli) es una película surcoreana de drama musical dirigida por Park Beom-soo y protagonizada por Lee Hye-ri, Park Se-wan, Lee Jung-ha y Jo Ah-ram. Se exhibió el 12 de julio de 2024 como película de apertura del 23.º Festival de Cine Asiático de Nueva York, y el estreno comercial tuvo lugar el 14 de agosto en Corea del Sur.

## Sinopsis
La trama está basada en una historia real, la de Saebitdeul, que fue el primer equipo de animadoras de secundaria en Corea, formado en la escuela de Geoje en 1984. La acción se ha trasladado a 1999. Marcada como una alborotadora en su escuela, Pil-sun y su mejor amiga Mi-na se han visto obligadas a repetir un año después de una pelea en un club nocturno. Eso no les impide fumar y practicar rutinas de baile en el baño de la escuela, sin importar cuántas veces las atrapen y las castiguen. Mientras buscan un lugar para ensayar, las dos descubren que si forman un equipo de animadoras pueden ganarse el respaldo de la escuela. Casualmente, Se-hyun, una animadora campeona de una escuela rival, acaba de trasladarse a Geoje. Pil-sun y Mi-na reclutan a otras seis estudiantes, y forman el grupo Millenium Girls. Al principio las disensiones lastran los resultados del grupo, tan mediocres como el desempeño del equipo de fútbol de la escuela, un eterno perdedor. Pero con el tiempo las cosas cambian.

## Reparto

### Principal
- Lee Hye-ri como Chu Pil-sun, una estudiante de secundaria que descubre el mundo de las animadoras.[4][5]
- Park Se-wan como Jang Mi-na, la mejor amiga de Pil-sun. Aunque solo conocía el hip-hop, comienza a aprender a ser animadora para poder abrir una sala de práctica de baile con Pil-sun.[6][7][8]
- Lee Jung-ha como Yoon Chi-hyung, amigo de la infancia de Pil-sun que juega como portero del equipo de fútbol de la escuela secundaria de Geoje.[9][9]
- Jo Ah-ram como Kim Se-hyeon, una animadora de Seúl que se traslada a Geoje y se involucra en una tensa guerra de nervios con Pil-sun.[10][11][12]

### Secundario
- Choi Ji-su como Bae So-hee, mánager de Millennium Girls.[13]
- Baek Ha-i como Jeong Sun-jeong, miembro de Millennium Girls.[14]
- Kwon Yu-na como Kwon Yong-soon, miembro de Millennium Girls.[15]
- Yeom Ji-young como Yeom Sang-mi, miembro de Millennium Girls.[16]
- Lee Han-joo como Go Yu-ri, miembro de Millennium Girls.[17]
- Park Hyo-eun como Bang Ji-hye, miembro de Millennium Girls.
- Lee Chan-hyung como Kim Dong-hyun, el hermano mayor de Se-hyeon y delantero del equipo de fútbol.[18]
- Joo Jin-mo como el director Yoon Jeong-jin.[18]
- Hyun Bong-sik como Woo-yong, el padre de Pil-sun.[18]
- Lee Mi-do como una profesora de lengua coreana.[18]
- Lee Si-hoon como el entrenador Oh.
- Ji Yi-soo como una animadora de la escuela secundaria Hyundai Jungang.
- Seo Soo-hee como Yeon-woo, una aprendiz a la que le encanta bailar y es amiga de Pil-sun.[19]

### Apariciones especiales
- Miyeon como una estudiante que hace una audición para entrar en el grupo de animadoras.[20]

## Producción
Victory es una producción de Annapurna Films en colaboración con Eastgate Company y Covenant Pictures. El presupuesto ascendió a 8300 millones de wones. Se presenta como la primera película surcoreana que trata el tema de las animadoras o porristas, y se basa en un hecho real, la historia del primer equipo de animadoras del país, llamado Saebitdeul, que fue formado por estudiantes de una escuela secundaria en la isla de Geoje en 1984. Está dirigida por Park Beom-soo, quien también dirigió Single in Seoul (2023), y en 2014 había sido guionista y director de Red Carpet. El director artístico es Lee Bong-hwan. Para el papel de protagonista, el director declaró: «pensé en Hye-ri desde la primera vez que escribí el guion. Ella es una actriz que satisface muchos elementos de energía, varios talentos, la capacidad de usar su cuerpo, e incluso belleza. Esta película está llena de la energía de Pil-sun».
En octubre de 2022 se anunció que Hyeri participaría en la película y que se estaba preparando para su regreso a la pantalla grande después de tres años de ausencia. Después se supo que se había ejercitado durante meses en baile, hip hop, animación, e incluso en el dialecto del sur que se habla en la isla Geoje, donde está ambientada la trama. El 24 de febrero se añadió el nombre de Park Se-wan también como protagonista. El 6 de marzo de 2023 la distribuidora Mindmark anunció la producción de la película y dio noticia de otros nombres: además de Lee Hye-ri y Park Se-wan, Jo Ah-ram, Choi Ji-soo, Baek Ha-i, Kwon Yu-na, Yeom Ji-young, Lee Han-joo y Park Hyo-eun. En aquel momento faltaba el nombre de Lee Jung-ha, cuya agencia comunicó el 24 de agosto de ese año que se había sumado al reparto.
El rodaje comenzó el 4 de marzo de 2023 y concluyó en el sucesivo mes de junio. El 5 de junio de 2024 el equipo de producción confirmó la fecha del estreno en Corea y difundió un cartel de avance. EL 5 de julio publicó el cartel principal.

## Estreno y recepción
Victory se estrenó el 12 de julio de 2024, como película de apertura del 23.º Festival de Cine Asiático de Nueva York, en el cual Lee Hye-ri fue galardonada con el premio Rising Star.
Se estrenó en Corea del Sur el 14 de agosto de 2024. Se exhibió en 789 salas. En su primer día vendió 36 259 entradas y ocupó el quinto lugar en taquilla. Más adelante cayó al octavo, pero el 11 de septiembre, a un mes del estreno, se situó en primera posición, que mantuvo por tres días seguidos. Esta pauta infrecuente dio lugar a sospechas en las redes sociales sobre la veridicidad de los datos, lo que obligó a la distribuidora Mindmark a emitir un comunicado para explicar los motivos de aquella. Según datos oficiales, al 13 de septiembre había alcanzado la cifra de 480 971 espectadores, que dejaron una taquilla del equivalente a 3 223 566 dólares, situándose por este concepto en la decimonovena posición entre las películas surcoreanas estrenadas en el año.
La impresión de los espectadores en el día de su estreno fue positiva: fue calificada con un 99 % en el índice CGV Golden Egg, que mide la satisfacción de la audiencia real; en Naver el índice fue de 9,64, el más alto entre las películas surcoreanas que se proyectaban en el mismo período. Dos de los elementos más valorados del filme era la inclusión de populares candiones de los años 90 y las escenas de baile.
Fuera de su país, los derechos de exhibición de la película habían sido adquiridos en preventa para un buen número de países, incluidos los Estados Unidos, Taiwán, Tailandia, Vietnam y Camboya, donde se estrenó según el país desde el 16 de agosto hasta septiembre.

### Crítica
Daniel Eagan (The Film Stage) resalta en su recensión de la película el papel de Hyeri, irresistible en las escenas de baile y también eficaz en las secuencias dramáticas. Como elemento negativo, «es difícil señalar algo original en la trama de Victory, aparte de la crueldad casual de la película y las marcadas divisiones de clase», con el director que «no sigue ninguna línea argumental con mucha convicción». Concluye Eagan: «como Victory está ambientada en 1999, es fácil perderse en un mar de referencias al K-pop de hace 20 años. Es igual de fácil dejarse llevar por la increíble confianza de Hyeri».
Kang Byeong-jin (Vogue Korea) hace notar el peso de la música en el filme, que depende en gran parte de aquella. Pero ya ha habido muchos casos parecidos de series o películas que se apoyaban en éxitos musicales del pasado, como los de Reply 1997 y sus continuaciones, Pasillos de hospital o fuera de Corea la película Perfect Days.  En Victory la presencia de la música es más natural, porque el tema de la película es la danza, y es lógico el recurso de las animadoras a canciones de éxito. Por otro lado, señala Kang que el filme «es un trabajo algo descuidado. La historia, los personajes, el humor y el código emocional son un poco descuidados».